# 호건 에프레임
호건 필립 에프레임(Hogan Phillip Ephraim, 1988년 3월 31일 ~ )은 잉글랜드의 전 축구 선수이다. 과거 공격수로 뛰었다.